# My Name Is Not Susan
«My Name Is Not Susan» es una canción de la cantante Whitney Houston, lanzada en julio de 1991 como el cuarto sencillo de su tercer álbum, I'm Your Baby Tonight (1990).Fue producida por L.A. Reid y Babyface, y escrita por Eric Foster White. 
En la canción, el amante de la protagonista femenina la ha llamado erróneamente por el nombre de su exnovia, "Susan" y recibe una severa reprimenda por su equivocación. 
En Estados Unidos alcanzó el número 20 en el Billboard Hot 100 y el número 8 en la Billboard R&B Singles. Llegó al número 29 en la UK Singles Chart de Reino Unido y al número 57 en Alemania. En Irlanda alcanzó el puesto 14 y en Países Bajos el 22. 

## Video musical
En el video musical que acompaña a la canción, dirigido por el director de cine y VJ estadounidense Lionel C. Martin, Houston aparece interpretándose a sí misma y a un personaje llamado "Susan". El video está inspirado en varios elementos de la película de 1958 Vértigo, de Alfred Hitchcock.

## Lista de canciones
| Sencillo 7" A "My Name Is Not Susan" (Waddell 7") - 4:08 B "My Name Is Not Susan" (Album Edit) - 4:37 CD maxi 1. "My Name Is Not Susan" (Waddell 7") - 4:08 2. "My Name Is Not Susan" (Breakthrough Mix) - 7:45 3. "My Name Is Not Susan" (Album Edit) - 4:37 | Maxi 12" A1: "My Name Is Not Susan" (Waddell Straight Mix) - 6:17 A2: "My Name Is Not Susan" (Waddell Alternate Mix) - 7:40 B1: "My Name Is Not Susan" (L.A. Reid & Babyface Remix) - 5:56 B2: "My Name Is Not Susan" (Instrumental Edit) - 5:19 B3: "My Name Is Not Susan" (Dub) - 4:28 |

## Posicionamiento en listas
| Listas (1991)                          | Máxima posición |
| -------------------------------------- | --------------- |
| Alemania (Offizielle Deutsche Charts)  | 52              |
| Bélgica (Flandes) (Ultratop 50)        | 43              |
| Canadá (RPM Top Singles)               | 43              |
| Estados Unidos (Billboard Hot 100)     | 20              |
| Estados Unidos (Hot R&B/Hip-Hop Songs) | 8               |
| Irlanda (IRMA)                         | 14              |
| Países Bajos (Dutch Top 40)            | 22              |
| Reino Unido (Official Charts Company)  | 29              |
| Suecia (Sverigetopplistan)             | 31              |

## Otras versiones
- En 1994, la canción fue versionada con el nombre "My Name Is Not Sa'ida" por la cantante Israelí Dana International.
- En 1994, Salt-N-Pepa hizo referencia a "My Name Is Not Susan" en su éxito "Whatta Man", incluyendo en la letra de la canción "he knows that my name is not Susan".